# مالكولم روس
مالكولم روس (بالإنجليزية: Malcolm Ross)‏ هو موسيقي وعازف قيثارة بريطاني، ولد في 31 يوليو 1960 في بلانتاير في مالاوي.